# Bailleau-l’Évêque
Bailleau-l’Évêque ist eine französische Gemeinde mit 1.190 Einwohnern (Stand: 1. Januar 2022) im Département Eure-et-Loir in der Region Centre-Val de Loire.  Sie gehört zum Arrondissement Chartres, zum Kanton Chartres-3 und ist Mitglied im Gemeindeverband Chartres Métropole. Die Einwohner nennen sich Baillotais.

## Geographie
Bailleau-l’Évêque liegt etwa acht Kilometer nordwestlich von Chartres. Umgeben wird Bailleau-l’Évêque von den Nachbargemeinden  Briconville im Norden, Fresnay-le-Gilmert im Norden und Nordosten, Poisvilliers im Nordosten und Osten, Lèves im Osten und Südosten, Mainvilliers im Südosten und Süden, Amilly im Süden, Saint-Aubin-des-Bois im Südwesten, Mittainvilliers-Vérigny im Westen sowie Dangers im Nordwesten.

## Bevölkerungsentwicklung
| Jahr                       | 1962 | 1968 | 1975 | 1982 | 1990 | 1999 | 2006 | 2013 | 2020 |
| Einwohner                  | 509  | 545  | 588  | 682  | 929  | 987  | 1116 | 1181 | 1146 |
| Quellen: Cassini und INSEE |      |      |      |      |      |      |      |      |      |

## Sehenswürdigkeiten
- Kirche Saint-Étienne aus dem 12. Jahrhundert
- Schloss Levesville, Ende des 15. Jahrhunderts erbaut, Monument historique seit 1976
- Schloss Alonville
- Reste des Eure-Kanals beim Dorf Dallonville

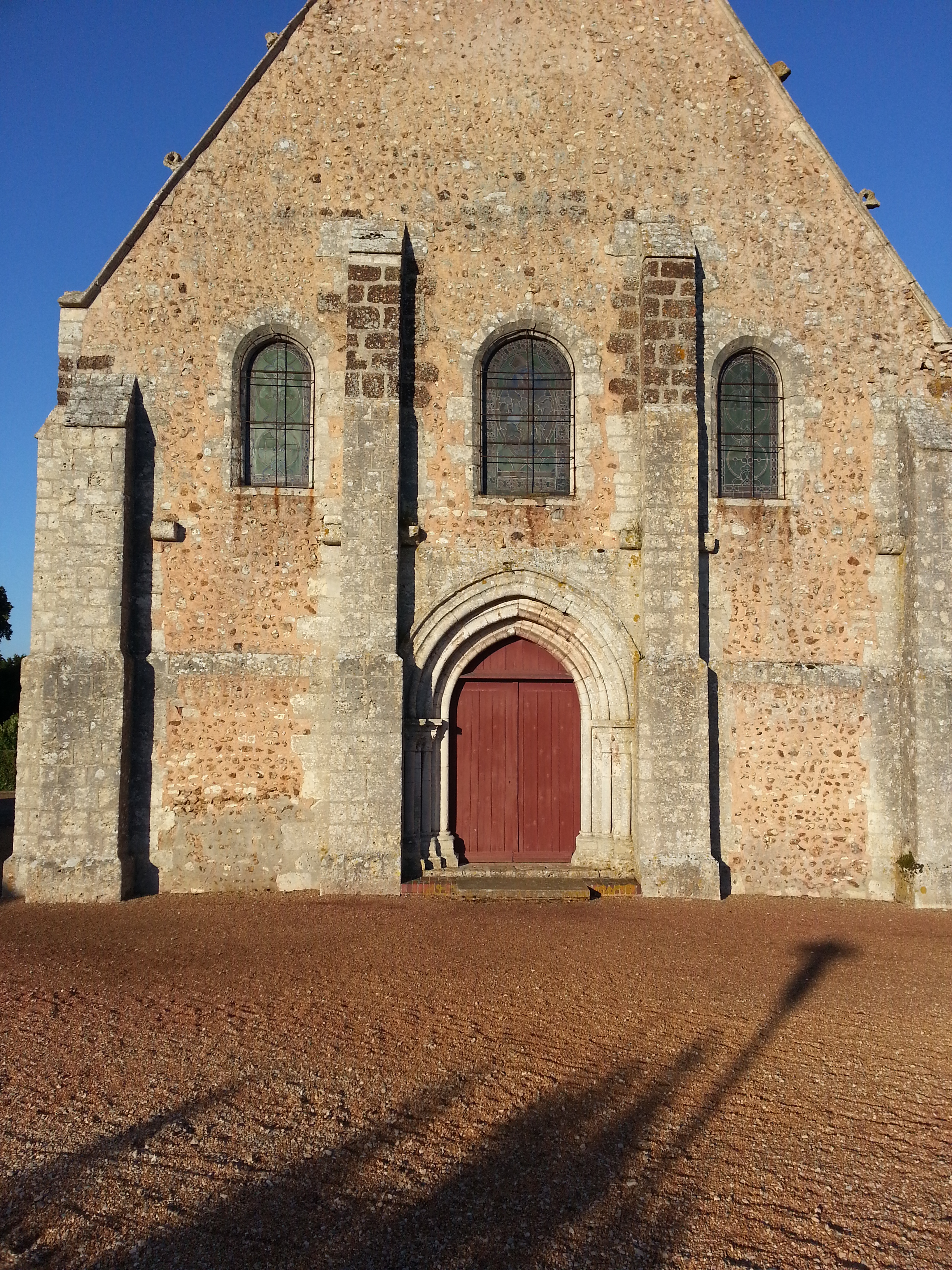
Kirche Saint-Étienne
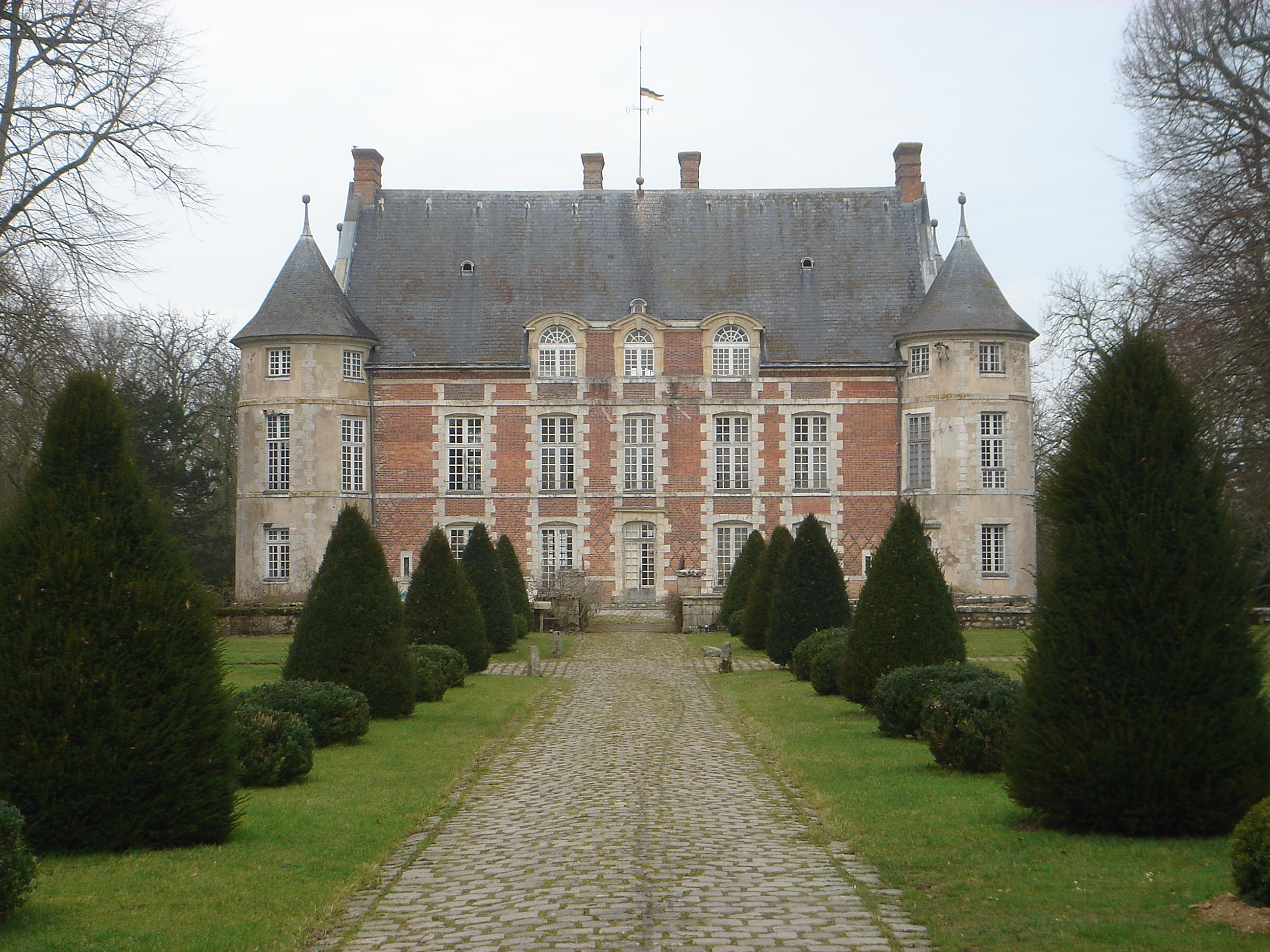
Schloss Levesville